# Gekko russelltraini
Espèce
Gekko russelltraini est une espèce de geckos de la famille des Gekkonidae.

## Répartition
Cette espèce est endémique de la province de Đồng Nai au Viêt Nam. Elle se rencontre sur le mont Chua Chan.

## Description
Gekko russelltraini mesure de 70,3 à 82,9 mm, queue non comprise.

## Étymologie
Cette espèce est nommée en l'honneur de Russell Errol Train (1920-2012), Administrateur de l'Agence de protection de l'environnement des États-Unis.

## Publication originale
- Ngo, Bauer, Wood, & Grismer, 2009 : A new species of Gekko Laurenti, 1768 (Squamata: Gekkonidae) from Dong Nai Province, Southeastern Vietnam. Zootaxa, n. 2238, p. 33-42.